# قرار مجلس الأمن التابع للأمم المتحدة رقم 138
اعتمد قرار مجلس الأمن التابع للأمم المتحدة 138 في 23 يونيو 1960، بعد شكوى بأن نقل أدولف آيشمان إلى إسرائيل من الأرجنتين يشكل انتهاكًا لسيادة هذه الأخيرة. وأعلن المجلس أن هذه الأعمال، إذا تكررت، يمكن أن تعرض السلم والأمن الدوليين للخطر، وطلب إلى إسرائيل أن تقدم الجبر المناسب وفقًا لميثاق الأمم المتحدة وقواعد القانون الدولي. ورأت إسرائيل أن هذه المسألة تتجاوز اختصاص المجلس وبدلًا من ذلك ينبغي أن تسوى عن طريق المفاوضات الثنائية المباشرة.
تمت الموافقة على القرار 138 بأغلبية ثمانية أصوات مقابل لا شيء؛ وامتنعت جمهورية بولندا الشعبية و‌الاتحاد السوفيتي عن التصويت. الأرجنتين كانت حاضرة لكنها لم تشارك في التصويت.

## وصلات خارجية
- Text of the Resolution at undocs.org